# ويليام إدوارد ماكمانوس
ويليام إدوارد ماكمانوس (بالإنجليزية: William Edward McManus)‏ هو كاهن كاثوليكي أمريكي، ولد في 27 يناير 1914 في شيكاغو في الولايات المتحدة، وتوفي في 3 مارس 1997.